# Montreux Volley Masters de 2006
O Montreux Volley Masters de 2006, foi o torneio realizado em Montreux, Suíça entre 5 e 10 de junho de 2006. Participaram do torneio 8 seleções e foi transmitido no Brasil pelo grupo BandSports
O Brasil conquistou seu terceiro título com esta nomenclatura, o quarto somado ao título da BCV CUP ao vencer a China na decisão. Completou o pódio a Seleção Cubana que derrotou a Itália na disputa pelo bronze.

## Seleções participantes
- China
- Cuba
- Alemanha
- Brasil
- Polônia
- Rússia
- Japão
- Itália

## Grupos
| Grupo A                    | Grupo B                     |
| -------------------------- | --------------------------- |
| China Cuba Alemanha Rússia | Brasil Itália Japão Polónia |